# Federico van Ditmar
Federico van Ditmar (ur. 16 grudnia 1969 w Bariloche) – argentyńskii narciarz alpejski, trzykrotny olimpijczyk.

## Osiągnięcia

### Igrzyska olimpijskie
| Miejsce | Dzień     | Rok  | Miejscowość | Konkurencja | Czas biegu  | Strata   | Zwycięzca            |
| ------- | --------- | ---- | ----------- | ----------- | ----------- | -------- | -------------------- |
| DNF1    | 21 lutego | 1988 | Calgary     | Supergigant | -           | -        | Franck Piccard       |
| DNF1    | 25 lutego | 1988 | Calgary     | Gigant      | -           | -        | Alberto Tomba        |
| 45.     | 16 lutego | 1992 | Albertville | Supergigant | 1:18,87 min | +5,83 s  | Kjetil André Aamodt  |
| DNF1    | 18 lutego | 1992 | Albertville | Gigant      | -           | -        | Alberto Tomba        |
| 39.     | 22 lutego | 1992 | Albertville | Slalom      | 2:01,49 min | +17,10 s | Finn Christian Jagge |
| DNF1    | 17 lutego | 1994 | Lillehammer | Supergigant | -           | -        | Markus Wasmeier      |
| DNF1    | 23 lutego | 1994 | Lillehammer | Gigant      | -           | -        | Markus Wasmeier      |
| DNF1    | 27 lutego | 1994 | Lillehammer | Slalom      | -           | -        | Thomas Stangassinger |

### Mistrzostwa świata juniorów
| Miejsce | Dzień     | Rok  | Miejscowość | Konkurencja | Czas biegu  | Strata   | Zwycięzca          |
| ------- | --------- | ---- | ----------- | ----------- | ----------- | -------- | ------------------ |
| 67.     | 28 lutego | 1985 | Jasná       | Zjazd       | 1:31,36 min | +13,35 s | Giorgio Piantanida |